# ホッケー・ナイト・イン・カナダ
ホッケー・ナイト・イン・カナダ（英語：Hockey Night in Canada）はカナダ放送協会（CBC）が放送するナショナルホッケーリーグ（NHL）中継番組。カナダの国民的番組として知られる。
1931年にCNRラジオにて放送が開始された。テレビ放送は1952年から開始。当初は週一回の放送で、2試合連続で夜7:30から10:30（東部標準時）まで放送する形式は1955年から始まった。1998年より、夜7:00から10:00（東部標準時）となった。放送は試合の前後、合間などに解説やインタビューなども含む。
「ホッケー・ナイト・イン・カナダ」のブランドはカナダ放送協会（CBC）が所有しており、NHL2013-2014シーズンまではCBCスポーツのみで放送していたが、2014-2015シーズンからはロジャーズ・コミュニケーションズ傘下のスポーツネット（Sportsnet）が制作し、CBC及びロジャーズ傘下のCityTVのチャンネルにて放送する土曜のホッケー番組として、ライセンスされている。
ロジャーズは、2014-2015シーズンからのNHLのカナダ国内の独占放映権を確保しており、このNHLとの契約が継続する限り、ロジャーズは土曜及びプレーオフ試合の放映権をCBCにサブライセンスすることになっている。
2008年まで使用された番組のテーマ曲である「ザ・ホッケー・テーマ（The Hockey Theme）」は、オー・カナダに次ぐ第2の国歌とも呼ばれていた。